# Ludwig II. (Hessen)
Ludwig II. (auch „der Freimütige“; * 7. September 1438; † 8. November 1471 auf Burg Reichenbach) regierte von 1458 bis 1471 als Landgraf von Niederhessen.

## Leben
Die Landgrafschaft Hessen war von seinem Vater Ludwig I. zwischen Ludwig II. in Niederhessen (Residenz in Kassel) und dessen jüngerem Bruder Heinrich III. in Oberhessen (Residenz in Marburg) geteilt worden. Ludwig stritt bis 1470 mit seinem Bruder um die genaue Abgrenzung ihrer jeweiligen Herrschaftsbereiche und Hoheitsrechte, und 1469 kam es sogar zum offenen Krieg zwischen den beiden. Der Hessische Bruderkrieg wurde erst im Mai 1470 auf Vermittlung des Bruders der beiden Kontrahenten, des späteren Erzbischofs Hermann IV. von Köln, beendet. Nach dem Aussterben der Marburger Linie mit Heinrichs Sohn Wilhelm III. fiel dieser Teil 1500 wieder an die Kasseler Linie unter Ludwigs Sohn Wilhelm II. zurück.
1470 ließ Ludwig das Schloss Rotenburg errichten und die Burg in Ziegenhain zu einem Schloss umbauen.

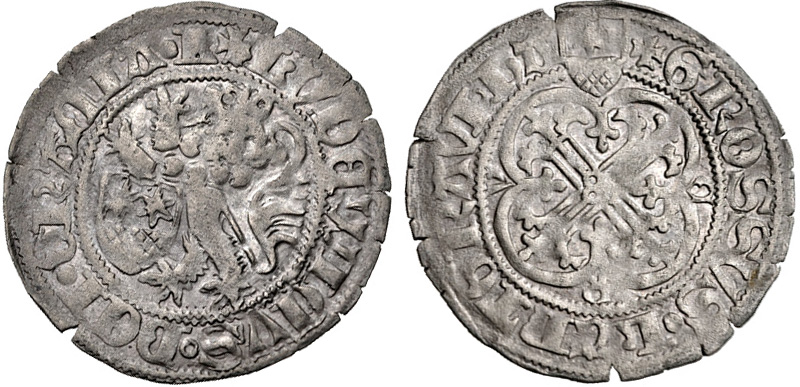
Hessischer Schildgroschen (Zweischildgroschen) Ludwigs II., nach dem Vorbild des meißnischen Pfahlschildgroschens geprägt.

Der abgebildete hessische Schildgroschen Ludwigs II., auch Zweischildgroschen genannt, wurde nach dem Vorbild des meißnisch-sächsischen Pfahlschildgroschens geprägt. Ludwigs Vater, Schwager des sächsischen Kurfürsten Friedrichs des Sanftmütigen, ließ als erster hessischer Landgraf Schildgroschen mit dem hessischen Löwen nach dem Vorbild der meißnischen Schildgroschen schlagen, sein Sohn Ludwig II. führte dies fort.
Von 1464 bis zum Mai 1471 stritt Ludwig mit Fürstbischof Simon III. von Paderborn in der Hessen-Paderbornischen Fehde, die um den Besitz der Burg Calenberg bei Warburg ausgebrochen war.
Nach einer Jagd mit seinem Bruder im „Süllingswald“ bald nach dem Friedensschluss mit Bischof Simon starb Ludwig unerwartet auf der Burg Reichenbach. Spätere Geschichtsschreiber vermuteten einen Giftanschlag. Ludwig II. wurde in der Elisabethkirche in Marburg beigesetzt.

## Familie
Der Sohn von Ludwig I. und Anna von Sachsen war verheiratet mit Mechthild von Württemberg (1438–1495), Tochter des Grafen Ludwig I. von Württemberg. Die Heirat fand am 1. September 1454 statt. Mechthild starb am 6. Juni 1495 im Schloss Rotenburg in Rotenburg an der Fulda und wurde neben ihrem Ehemann in der Elisabethkirche in Marburg beigesetzt.
Das Paar hatte vier Kinder:
- Anna (1455–1458), wurde schon im Alter von drei Jahren mit Adolf III. von Nassau-Wiesbaden (1443–1511) verlobt, starb jedoch bereits kurz danach
- Elisabeth (starb jung), war nach ihrer Schwester ebenfalls mit Adolf von Nassau-Wiesbaden verlobt
- Wilhelm I., „der Ältere“ (1466–1515); verzichtete 1493 auf die Regentschaft
- Wilhelm II., „der Mittlere“ (1469–1509)

Mit seiner Mätresse Margarethe von Holzheim (* um 1443; † nach 1515) hatte Ludwig II. acht weitere Kinder:
- Anna (*ca. 1460), verh. 23. Mai 1484 mit Heinz Missener
- Margarethe (*ca. 1460–† 1524), verh. 5. Februar 1486 mit Heinrich Furster (*ca. 1452–1515), Schultheiß und Bürgermeister in Kassel[3]
- Johannes (*ca. 1460 – † ermordet 11. März 1531), verh. mit Gertrudes ...
- Wilhelm von der Landsburg (*ca. 1470 – † Melsungen 1550), verh. ...
- Luckel/Lukardis (* vor 1471), verh. Lambrechts
- Wilhelm
- Ernst (von Natega)
- Friedrich